# 四浦村 (熊本県)
四浦村（ようらむら）は、熊本県球磨郡にあった村。

## 歴史
- 1889年4月1日 - 町村制施行により五木村との町村組合による行政。
- 1956年9月1日 - 川村と合併して相良村となり、消滅